# Димитровград (Россия)
Димитровгра́д (до 1972 года — Мелеке́сс) — город в Ульяновской области Российской Федерации. Административный центр Мелекесского района, в который не входит, являясь городом областного значения, образует одноимённое муниципальное образование город Димитровград со статусом городского округа как единственный населённый пункт в его составе.
Расположен в левобережной части Ульяновской области на берегу Черемшанского залива Куйбышевского водохранилища при впадении в него реки Большой Черемшан.
Город занимает территорию площадью 40,5 км² (4050 га), площадь городского округа Димитровград — 103,98 км², численность населения — 108 073 чел. (2025).
Димитровград находится в 79 км к востоку от административного центра области — Ульяновска, в 118 км к северу от административного центра соседней Самарской области — Самары.
Переименован в 1972 году в честь Генерального секретаря ЦК БКП Георгия Димитрова (1882—1949).

## Этимология
С начала 1900-х годов получает распространение написание Мелекесс с удвоением конечного «с», как и другие деревни и сёла, такие как: д. Чувашский Мелекесс, с. Русский Мелекесс, с. Верхний Мелекесс, Новый Мелекесс (впоследствии вошёл в состав Новой Майны) и другие, так и в соседней губернии населённые пункты: Стемасс, Шлемасс, Валгуссы и другие.
- Топоним скорее всего включает чувашское имя Мелӗк (происходит от араб. Малик) и чув. касси (диалектное кесси) — 'деревня, выселок, участок'. Отсюда, название Мелекесс означает 'деревня Малика'[10]. Аналогичные примеры образования топонимов от имён: чув. Мӗтри «Дмитрий» → деревня Мӗтрикасси — «Дмитровка», чув. Мӗтӗк «Митя» → Мӗтӗккас — «Митяево».
- В Набережных Челнах (Татарстан) есть созвучные топонимы — Мелкас, Мел-Кас, Мелекеси.

Существующее название город получил 15 июня 1972 года в честь болгарского коммуниста-антифашиста Георгия Димитрова.

## Географическое положение и климат
Город находится в среднем Поволжье, в низменном левобережном районе (Заволжье) Ульяновской области в месте впадения рек Мелекесски и Большого Черемшана в Куйбышевское водохранилище. Иногда Димитровград ошибочно причисляют к городам на реке Волге, хотя он относится только к бассейну реки. Высота рельефа колеблется в интервале 50—100 м над уровнем моря. При возведении западной части города в середине XX века строителям удалось сохранить крупные лесные массивы с сосновыми борами и смешанными лесами, так что эту часть города часто называют «городом в лесу». Экологический каркас Димитровграда складывается из трёх основных элементов: доминирующие элементы природного ландшафта (Куйбышевское водохранилище, река Мелекесска, река Большой Черемшан), сохраняемые крупные зелёные массивы в Западном жилом районе и крупные озеленённые территории с культурными посадками.
| С-З | Чебоксары ~331 км Нижний Новгород ~567 км | Казань ~253 км                 | Нижнекамск ~328 км Набережные Челны ~355 км | С-В |
| З   | Ульяновск (центр) ~85 км Саранск ~313 км  | Роза ветров                    | Уфа ~493 км                                 | В   |
| Ю-З | Саратов ~509 км                           | Тольятти ~99 км Самара ~158 км | Оренбург ~542 км                            | Ю-В |

Климат территории, на которой расположен город Димитровград, умеренно-континентальный с отчётливо выраженными сезонами года. Снежный покров устанавливается в середине ноября, самый холодный месяц года — январь. Зима длится до середины марта, летняя погода наступает в середине мая. Средняя температура января −13 °C, июля — + 21 °C, количество осадков — 600 мм в год. Вегетационный период длится около 180 дней.
- Среднегодовая температура воздуха — +4,8 °C
- Относительная влажность воздуха — 68,8 %
- Средняя скорость ветра — 3,8 м/с

| Показатель                            | Янв.  | Фев.  | Март | Апр. | Май  | Июнь | Июль | Авг. | Сен. | Окт. | Нояб. | Дек. | Год |
| ------------------------------------- | ----- | ----- | ---- | ---- | ---- | ---- | ---- | ---- | ---- | ---- | ----- | ---- | --- |
| Средняя температура, °C               | −10,3 | −10,4 | −5,4 | 5,5  | 14,3 | 19,0 | 20,9 | 18,5 | 12,8 | 5,1  | −3,9  | −9,5 | 4,8 |
| Источник: NASA. База данных RETScreen |       |       |      |      |      |      |      |      |      |      |       |      |     |

## История

### XVII век
Первые поселения в районе современного города появились во второй половине XVII века, когда началось заселение земель между Волгой и Черемшаном. Оно было связано со строительством первой Закамской укреплённой линии, создававшейся по приказу Алексея Михайловича для защиты закамских и заволжских жителей от набегов калмыков, киргизов и башкир. В 1656 году на Закамскую линию принудительно переселяются жители челнинской общины крестьян из Елабужского уезда Вятской губернии во главе с Фёдором Поповым (в том числе и жители небольшой татарской деревушки Мелекес). Переходя на новые места, вынужденные переселенцы принесли названия родных мест. Так появляются речка Мелекесска, Русский Мелекесс и деревня Чувашский Мелекесс.
Дата основания города точно неизвестна и, по разным оценкам, находится между 1626 и 1767 годами. Так, в энциклопедии «Россия. Полное географическое описание нашего отечества: настольная и дорожная книга для русских людей» (том 6) сообщается, что первая попытка заселения местности относится ещё к 1626 году, предпринятая выходцами из Елабужского уезда Вятской губернии. Однако они были вынуждены покинуть это место из-за постоянных набегов кочевников Считать таковой 1626 год неверно: некоторые историки, описывая Среднее Поволжье в начале века, ошибочно посчитали татарскую речку Мелкес (Мелекеска) притоком Большого Черемшана и тем самым перепутали Мелекесс с одноимённой деревней, которая находилась неподалёку от Набережных Челнов (ныне это село Мелекес, Татарстан). Именно эти поселения (в числе которых Красные Челны), но не Димитровград, были основаны в 1626 году общиной крестьян-елабужан в Уфимском уезде рядом с Камой на двух речках — Чалне и Мелекесе. В настоящее время за год основания города принята условная дата 1698 год. Она внесена в Устав города и связана с появлением первого поселения на территории современного Димитровграда, которым являлась деревня ясашных чувашей. Деревня называлась по имени основателя — Чувашский Мелеке́с (чув. Чăваш Мелеккес) в низовьях левого берега одноимённой реки Мелекесски. Первое документальное упоминание об этой деревне встречается в «Подлинной межевой книге земель князя Меншикова» и относится к 1706 году. В этой тысячестраничной рукописи имеется запись о том, что в 1706 году в работах по межеванию Черемшанской волости участвовали жители ряда ближайших селений, в том числе крестьяне из Мелекесса. Жители деревни платили ясак, занимались рыбной ловлей, охотой, скотоводством, хлебопашеством. Деревня Чувашский Мелекес входила в состав Мулловской волости и до 1917 года относилась к разряду удельных, являясь собственностью царской семьи. В 20-е годы XX столетия её территория вошла в состав города Мелекесс и прекратила самостоятельное существование.

### XVIII век
В первой половине XVIII века на территории города были построены винокуренные заводы, занимавшиеся производством хлебного спирта и являвшиеся крупнейшими не только в Поволжье, но и в России. На местности имелись все необходимые для производства ресурсы: дешёвое высококачественное злаковое сырьё, лесные и водные угодья. Так, в 1706 симбирский купец Осип Твердышев построил на реке Мелекесске винокуренный завод — одно из первых промышленных предприятий на территории города Димитровграда, в 1710 этот завод стал казённым. Вслед за казённым появились винокуренные заводы купцов Пантелея Попова (1728 год), Фрола Белоусова (1735 год), Семёна Талшова, Петра Кожевникова (1746 год), Степана Масленникова и Михаила Крашенинникова (1750-е годы). В 1767 году все винокуренные заводы перешли в ведение государства и именовались «Верхний» (Масленниковский), «Главный», «Средний» (или «Нижний», по северной границе в деревне Чувашский Мелекесс) заводы. Тогда же они были объединены; так был образован Мелекесский казённый винокуренный завод — крупнейший в Заволжье по территории и объёму производства. Для нормальной работы ему были необходимы работники. Поскольку крупных поселений поблизости не существовало, работники вынуждены были селиться при заводе. Так, рядом с главным заводом на левому берегу речки Мелекесс возникло поселение (слобода), которое стало называться Мелекесский завод Казанской губернии или селение Мелекесс (этому отчасти способствовали низкие цены на земли под поселение). Слобода быстро росла: появился ещё один винокуренный завод «Новый» (Трёхсосенский, 1772 год), были построены мельницы, кожевенные заводы, овечные промыслы, развивалась купеческая торговля. Продукция завода использовалась российской армией и флотом, в медицине и при производстве моющих средств.
Русский путешественник, естествоиспытатель и лексикограф Иван Иванович Лепёхин в июле—августе 1768 года участвовал в экспедиции Петербургской академии наук, целью которой являлось обследование различных российских провинций с естествоведческой и этнографической точек зрения. В ходе неё он посетил и Симбирский край, в том числе верховья реки Большой Черемшан. В своей книге «Дневные записки путешествия доктора и Академии наук адъюнкта Ивана Лепёхина по разным провинциям Российского государства в 1768 и 1769 году. Часть 1.» он дал этим заводам краткое описание:

Деревня Русский Мелекесс, заведённая на речке того же имени, в 12 верстах от Бряндино; а от Русского Мелекесса лишь 10 вёрст до Чувашского Мелекесса почитается <…> Между Русским и Чувашским Мелекессом находится обширный и густой бор, где заведены огромные казённые винокуренные заводы и построены весьма порядочно и привольно.

Для обеспечения населения необходимыми товарами во вновь образовавшееся заводское поселение были направлены семьи торговцев, которые развернули торговлю хлебом, мелкой утварью, холстами и прочими бытовыми товарами. Постепенно между заводом и близлежащими сёлами установились тесные взаимовыгодные экономические отношения. Крестьяне продавали зерно и другую сельскохозяйственную продукцию, а заводы использовали крестьян для различных временных работ.
По-видимому, жизнь рабочих была вполне благополучной и состоятельной. Во всяком случае, во время Крестьянской войны 1773—1775 годов местное население защищало заводы от пугачёвских отрядов, несмотря на угрозы и посулы последних. Пугачёвцы дважды штурмовали поселение, но взять его не смогли. После угнетения восстания Екатерина II отметила защитников Мелекесского завода «награждением деньгами», повышением по службе.
Винокуренные заводы послужили дальнейшему развитию поселения. Мощность предприятия к концу XVIII века настолько возросла, что его отходам, использовавшимся в качестве корма для скота, нашли новое применение. Мимо заводов проходил тракт Симбирск — Уфа, по которому в Оренбургскую область перегонялись большие гурты скота. Наличие дешёвого корма позволило оборудовать скотоперегонные выгоны, где производили его откорм. Часть скота отправлялась в дальнейший путь, а часть забивалась на местных скотобойнях и отправлялась на восток в виде мяса. Шкуры, щетина, сало и другое сырьё, остававшееся от этой деятельности, привели к появлению новых видов производства, среди которых были кожевенное, мыловаренное, текстильное и другие. Развитие ремёсел привело к оживлению торговли. Произведённые в Мелекессе товары продавались на пристанях Старой Майны, на больших еженедельных базарах и зимних ярмарках. Хлеб был главным предметом торговли, на мелекесские торги его везли из Оренбурга, Ставропольского, Самарского, Казанского уездов, и основным покупателем был завод.
В 1780 году деревня Старой Мелекес, крещёных чуваш, вошла в состав Ставропольского уезда Симбирского наместничества. С 1796 года — в Симбирской губернии. [Старая карта 1780 г.] [Старая карта 1800 г.]
В 1785 году, при топографическом описании Ставропольского уезда Симбирского наместничества, записано: «…А винокуренные казённые заводы, состоящие под ведомством особо учреждённой в Москве при камер-коллегии винокуренной экспедиции: 1. При селе Кандале. 2. При Мелекессе, на которых выкуривается ежегодно вина до 150.000 вёдер; из них в Мелекесском бывает каждую неделю торг хлебом, холстом и мелкой рухлядью.».

### XIX век
Винокуренный завод просуществовал более ста лет. 5 марта 1847 года он был закрыт по решению Министерства финансов в связи с ростом цен на хлеб и большими затратами на содержание и реконструкцию завода. Сам Мелекесский завод к этому времени имел 15 каменных, 453 деревянных домов, 3148 жителей. Слобода, где жили заводские рабочие и разные торгово-промышленные люди, осталась. С закрытием завода сократилось скотопромышленное, поташное производство, но резко увеличились объём торговли и количество торговых людей. Главным товаром продолжал оставаться хлеб. Благодаря выгодному центральному положению, Мелекесс стал крупным хлебным приёмником, перевалочным пунктом, откуда хлеб шёл на торговые пристани, затем вверх по Волге на Плёс, Городец, Казань, Ярославль, Рыбинск, Вологду, Петербург и далее за рубеж. Дважды в год здесь проходили крупные ярмарки. Особенно славилась зимняя Никольская ярмарка, которая проводилась в декабре. Продавцы и покупатели собирались из Самары, Симбирска, Ставрополя и даже из Москвы. К середине XIX века Мелекесс превратился в крупное торгово-промышленное поселение.

В сентябре 1833 года через Мелекесс проезжал русский поэт Александр Сергеевич Пушкин, следовавший из Симбирска в Оренбург для сбора материала о крестьянском восстании под предводительством Пугачёва. В память об этом на набережной Верхнего пруда установлен верстовой столб.

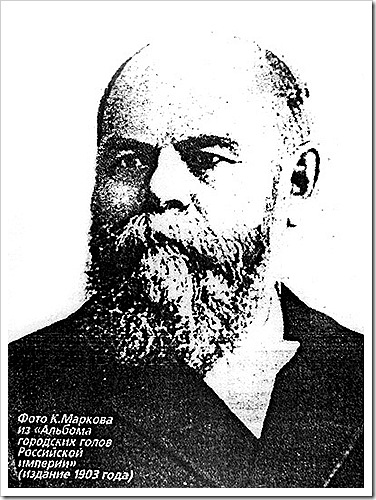
Марков Константин Григорьевич, посадский голова (1878—1917), благотворитель и меценат, купец 1-й гильдии

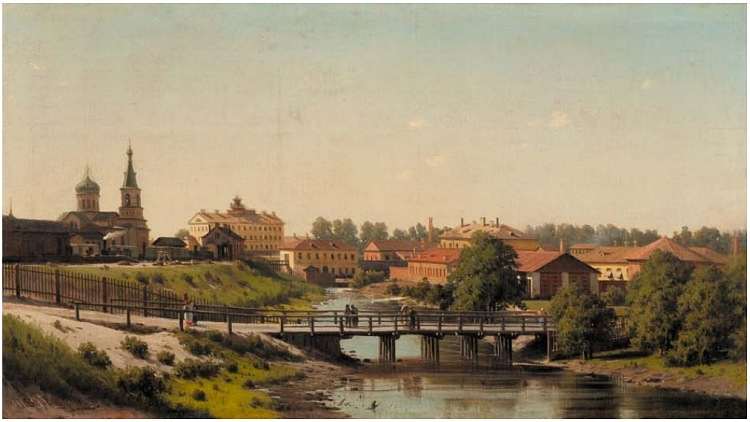
«Вид на Мелекес». худ. П. П. Верещагин.

В 1851 году, вместе с другими населёнными пунктами Ставропольского уезда, селение Мелекесский Завод и деревня Чувашский Мелекес были переданы из состава Симбирской губернии (куда он входил с 1796 года) во вновь образованную Самарскую губернию.
В 1859 году Мелекесский Завод стал селом, так как на добровольные пожертвования населения, организованные местными жителями Павловым и Подымниковым, была построена деревянная церковь во имя Святого Николая Чудотворца (Старо-Никольская церковь), в 1889 в результате пожара она сгорела.
В следующем, 1860 году, группа из 22 купцов селения Мелекесский Завод во главе со ставропольским купцом 3-й гильдии Григорием Марковичем Марковым передают прошение в Самарское Губернское правление о преобразовании села в посад с учреждением в нём суда, должности городового старосты и полицейского надзирателя. Губернское правление направило ходатайства в Министерства внутренних дел и Казённых имуществ. Наконец, через 17 лет после подачи прошения, 15 (2) июля 1877 года Высочайшим повелением императора Александра II село Мелекесский Завод Ставропольского уезда Самарской губернии было переименовано в посад Мелекесс. Это переименование сопровождалось введением городского самоуправления и фактически означало изменение статуса поселения с сельского на городской. 15 сентября 1878 года состоялось первое заседание гласных Мелекесской посадской думы, на котором её председателем был избран Константин Григорьевич Марков — сын Григория Марковича. Он купец первой гильдии, почётный потомственный гражданин, выходец из старообрядческой семьи, немало сделавший на благо Мелекесса. Константин Григорьевич являлся, по сути, первым и последним посадским головой, пробывшим на этом посту почти 40 лет.
С 1870 года в Мелекессе начала работу земская больница, которая обслуживала обитателей посада и окрестных сёл, снабжалась всем нужным на средства земства и посада.
В 1880-е годы в Мелекессе появились известные мукомольные фирмы купца Алексея Андреевича Таратина, Торгового дома «Г. М. Марков с сыновьями», а в начале XX века построены крупчатное производство Ф. В. Бечина с сыновьями, мельничное хозяйство Торгового дома И. Н. Владимирцева и В. И. Коломина и другие. Развитая мукомольная промышленность нуждалась в большом количестве мешочной тары, и на рубеже веков товариществом А. Таратина, М. Павлищева, И. Федосеева в посаде выстроена льнопрядильная ткацкая мануфактура, оснащённая новейшим оборудованием известных европейских фирм с числом рабочих до двух тысяч, выпускавшая льняную пряжу, холсты и брезентное полотно. В 1884 году К. Г. Марков построил собственную паровую мельницу.

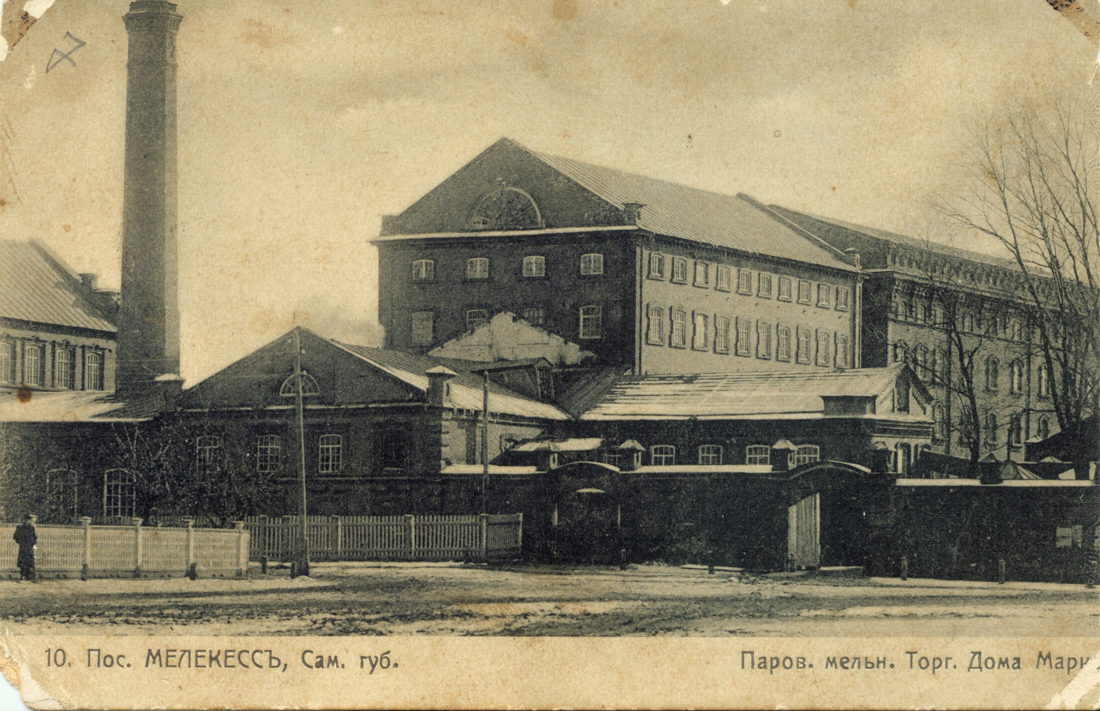
Паровая Мельница Марковых

В 1890 году в Мелекессе было 18 фабрик и заводов, в том числе две паровые крупчатые мельницы, знаменитые пивоваренные заводы П. С. Марковой и В. И. Богутинского (производили до 150 тысяч вёдер в год пива разных сортов, в том числе чешский экспорт, чёрное, пльзенское, столовое, венское), 7 кожевенных и 3 мыловаренных завода, большая прядильно-ткацкая мануфактура, а также лесопильные, прядильные, поташные и другие производства, полсотни торговых заведений. Купцы и городские предприниматели имели свои конторы и склады по всей России — в Самаре и Архангельске, Симбирске и Вологде, Нижнем Новгороде и Казани, Кинешме и Чистополе. Пароходы мелекесских купцов ходили по Волге, Каме, Вятке.
В 1897 году, согласно Всероссийской переписи населения, посад имел 8500 жителей, состоящих из купцов и мещан, приписанных к разным городам. В этом году была открыта низшая ремесленная школа, готовившая рабочих для компаний посада; до Первой мировой построены мужская и женская гимназии, городское училище, мужское и женское двухклассные училища, три мужских и два женских приходских училища, мужское двухклассное и женское одноклассное церковно-приходские училища, а также воскресная школа.
В конце XIX века развитие фабрично-заводского производства посада Мелекесс было значительно выше, чем в соседнем Ставрополе. В посаде существовали сохранившиеся со времён винокуренного завода водяные мельницы, кожевенное, мыловаренное, литейно-механическое и другие производства, а также возникла новая мукомольная отрасль промышленности (о чём сказано выше). В посаде имелась почтово-телеграфная контора, общественный банк, земская больница, училище, земский склад с/х орудий и машин, 8 мукомольных мельниц, винокуренный завод, льнопрядильная и ткацкая фабрика с общей производительностью свыше миллиона, и до 50 торговых заведений.
В 1900 году в деревне Старый Чувашский Мелекес жило 205 человек. [Карта 1884 г.] [Карта 1900 г.]

### XX век

#### Дореволюционный период
13 (1) ноября 1900 года открыто товарное движение на Мелекесском подъездном пути от станции «Часовня-пристань» (город Симбирск) до посада Мелекесс (участок будущей Волго-Бугульминской железной дороги, которая соединила европейскую часть России с Уралом и Сибирью). В 1902 году была открыта станция Мелекесс.
Торговым и культурным центром посада была улица Большая. На ней находились посадская управа и казначейство, женская гимназия и Народный дом (был построен по проекту самарских архитекторов А. А. Волошинова и И. М. Крестникова по ходатайству Думы на средства посада, казны и пожертвования, являлся центром публичной жизни мелекессцев), летний сад с кинематографом, Собор Александра Невского (построенный в 1894 году в память об Александре II (святым покровителем которого являлся князь Александр Невский), архитектор Хилинский Тадеуш Северинович, изначально планировался проект московского архитектора В. О. Шервуда, но из-за дороговизны отказались), Хлебная площадь, торговые компании П. М. Коробова, Н. А. Климушина, братьев Жирновых, Р. Э. Лянгер и остальные; выделялось доброкачественное здание пожарного обоза с высочайшей каланчой. Улица освещалась газовыми и электрическими фонарями.
В 1906 году в память о Григории Марковиче Маркове (отце семейства, умершем в 1900 году) сыновья Марковы строят в Мелекессе общественную богадельню, рассчитанную на 60 человек и выделяют капитал в 15000 рублей на её содержание. В том же году представители мелекесской думы обратились к администрации Самарской губернии с просьбой переименовать посад Мелекесс в город Алексеевск в честь рождения сына и наследника императора Николая II Алексея.
Таким образом, к 1910 году Мелекесс являлся значительным промышленным центром с оборотом в 2—3 миллиона рублей, капитал самого посада — 340 тысяч. Число жителей — 9878, из которых 88 % русские, в посаде было 1500 деревянных и 500 каменных домов, 19 улиц и переулков, 4 площади, 1 общественный сад, 3 церкви, 1 женская прогимназия, 6 мужских и 4 женских учебных заведения, 1 воскресная школа (всего в 13 учебных заведениях обучалось более двух тысяч учащихся), 1 библиотека (с фондом более чем 1000 книг и бесплатным читальным залом), 1 больница на 50 коек, 5 врачей, 1 ветеринар, 9 фельдшеров и акушерок, 1 аптека, 2 гостиницы, 4 чайных и столовых, 1 ярмарка (Никольская на 1 декабря), 22 фабрики и завода, 2 благотворительных учреждения, 2 банка (в их числе отделение Русского торгово-промышленного коммерческого банка), 9 агентов страховых обществ, 1 Народный дом со сценой, 1 нотариальная контора, 1 типография, телефонная станция на 50 абонентов.
В 1910 году в деревне Старом Чувашском Мелекессе в 111 дворах жило 395 человек. [Карта 1912 г.]
В 1913 году Мелекесс имел паровые и водяные мельницы, производившие высококачественную муку. В эти годы посад славился и своими пивоварами.
В 1916 году с окончанием строительства симбирского моста через Волгу, соединивший Волго-Бугульминскую и Московско-Казанскую железные дороги, что способствовало развитию лесоперерабатывающего производства и деревообработки.

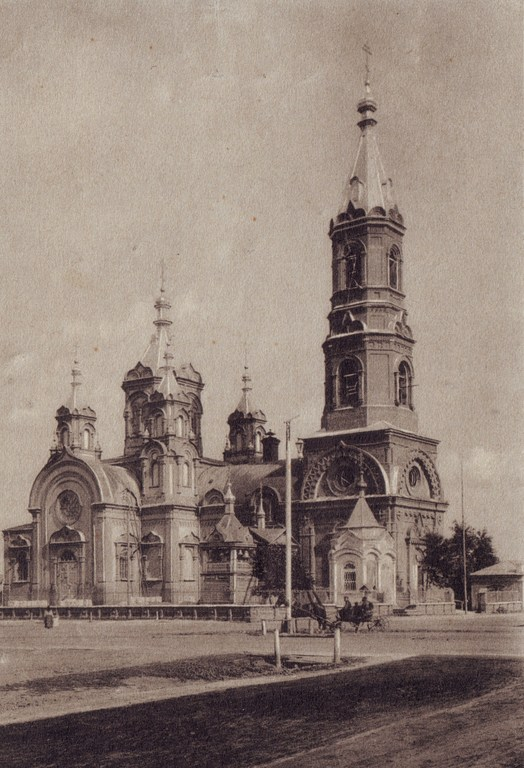
Собор Александра Невского (посад Мелекесс, фото конец XIX — начало XX века). Разрушен в 1955 г.

К 1915 году население посада увеличилось до 16 тысяч человек. Мелекесс являлся чуть ли не единственным в России городом, вообще не имевшим долгов перед государственной казной. Промышленные предприятия давали продукцию высокого качества, которая получала награды высокого достоинства на российских и международных выставках: золотые, серебряные и бронзовые медали за качественную муку (в Париже, Стокгольме и Петербурге), за экологически чистую льняную тару — льняные мешки для муки (в Лондоне и Париже — в 1903 году) и в 1909 году — на выставке в Казани. Ходят легенды, что Пиво «Чешского пивоваренного завода» В. И. Богутинского и «Трёхсосенского пивоваренного завода» П. С. Марковой подавалось к столу во время празднования 300-летия династии Романовых в 1913 году в Петербурге. В 1916 году был построен мукомольный комбинат. В комплекс входили паровая мельница Таратина, квартиры для рабочих, особняк купца Таратина, контора, мастерские, котельная, кузница, труба, материальные склады, примельничный элеватор Маркова, две мельницы Маркова, склад готовой продукции, контора для приказчиков, локомотивное депо, столовая, мельница Владимирцева, пекарня Маркова.

#### В период революций иГражданской войны
В 1917—1919 годах посад находился в гуще событий, связанных с Февральской и Октябрьской революциями и Гражданской войной. Сегодня о них напоминает множество мемориальных досок в старой части города и названия улиц, не попавших под кампанию по массовому переименованию улиц и городов после распада СССР. Посадский глава К. Г. Марков был категорически против разгона думы, но 12 марта её распустили и выбрали новый исполком, который обвинил его в зловредной деятельности, отстранил от должности и категорически советовал покинуть навсегда Мелекесс. В марте 1917 года был избран первый Совет рабочих и солдатских депутатов во главе с Евгением Николаевичем Абловым.
После Февральской буржуазной революции, с марта по октябрь 1917 года, в Мелекессе установилось двоевластие Комитета народной власти и Совета рабочих депутатов. В сентябре 1917 года на льноткацкой мануфактуре была создана большевистская организация, состоявшая из 60 человек, которую возглавил слесарь Яков Егорович Пискалов, избранный впоследствии членом ВЦИК.
Советская власть в Мелекессе была установлена 10 ноября (28 октября) 1917 года. В декабре 1917 Константин Марков передал Военно-революционному комитету в лице его председателя Матвеева Василия Ивановича ключи от конторы и печать посадской думы (а в 1919 (или 1918) году по приговору революционного трибунала бывший посадский голова будет расстрелян в возрасте более 70 лет).
Две недели — со 2 по 17 июля 1918 года — Мелекесс был центром Самарской губернии, откуда осуществлялось тогда организационное, экономическое, политическое и военное руководство. После падения Самары под натиском белочешских частей Самарский губернский революционный комитет во главе с Валерианом Куйбышевым, члены Совета, комиссары и коммунисты, которым удалось спастись, переехали в Мелекесс, а после его падения 16 июля — в Симбирск. С 18 июля по 6 октября того же года посад находился под властью антибольшевистского белочешского правительства, Комитета членов учредительного собрания (Комуча). 6 октября Мелекесс был занят частями правой группы войск Пятой армии Восточного фронта. 29 декабря 1918 года под редакцией Н. Кочурова вышел в свет первый номер местной большевистской газеты «Знамя коммунизма». Эта газета существует и по сей день, сменив в 1990 году своё название на «Димитровград-панорама».
С января по апрель 1919 года Мелекесс носит название Люксембург, в память Розы Люксембург, убитой в Берлине 15 января, однако название не прижилось.
30 января 1919 года центр Ставропольского уезда переносится в Мелекесс, а 16 апреля этот уезд был разделён на два — Ставропольский и Мелекесский; при этом посад Мелекесс становится административным центром Мелекесского уезда, объединившись с деревней Чувашский Мелекесс, что юридически подтверждается только в 1926 году по итогам Всесоюзной переписи.
В Мелекессе с целью мобилизации сил на борьбу с Колчаком с 11 по 13 мая 1919 года находился Председатель ВЦИК М. И. Калинин, возглавлявший агитпоезд «Октябрьская революция». Он выступал с балкона Народного дома, встречался с рабочими мелекесских мельниц. В том же году в городе были национализированы крупные предприятия, торговая сеть.

#### 1920—1941 гг.
В 1921 году в Поволжье свирепствует голод, в Мелекесском уезде от недоедания умерло 10 тысяч человек, в самом Мелекессе — 1062 человека. В это время город и близлежащие сёла посещает знаменитый норвежский учёный-полярник Фритьоф Нансен. Потрясённый увиденным, Нансен обратился к международной общественности и рабочему классу мира. Неутомимая деятельность учёного по борьбе с голодом принесла плоды. В начале 1922 года Поволжье стало получать хлеб от Ассоциации рабочих Америки. И, надо полагать, что два вагона с детьми из Мелекесса прибыли на Украину не без усилий норвежского учёного-гуманиста.
К 1924 году экономика города быстро встала на ноги. С этого года регулярно стали проводиться ежегодные сельскохозяйственные выставки.
14 мая 1928 года была образована Средне-Волжская область, а Ульяновская, Пензенская, Самарская и Оренбургская губернии, которые вошли в её состав, упразднены. Административная единица «уезд» тоже прекращает своё существование и преобразуется в «район». Так на месте Мелекесского уезда появляется Мелекесский район с административным районным центром — Мелекесс. [Карта 1928 г.] [Карта 1934 г.] [Карта 1939 г.]
В 1930-е годы наблюдался значительный рост численности населения города за счёт притока крестьян из деревень. Если в 1931 году в городе проживало 18908 человек, а в 1933 году в Мелекессе проживало 19,5 тысяч жителей, то в 1939 году городское население составляло уже 32,5 тысячи. В этом же году Мелекесс выделен из районного в административный центр областного подчинения. К тому времени в городе имелось 15 школ (в которых училось около 6 тысяч детей), училище механизации сельского хозяйства (открыто в 1924 году на базе низшей ремесленной школы), педагогический и ветеринарный (открыты в 1932 году) техникумы ФЗУ при льнопрядильной фабрике. В августе 1940 года был открыт учительский институт.
Мелекесская учительница Мария Владимировна Пронина представляла область на VIII Чрезвычайном Всесоюзном съезде Советов, утвердившем в 1936 году Конституцию СССР.

#### В периодВеликой Отечественной войны1941—1945 гг.
В начале 1942 года в городе была сформирована 1-я стрелковая дивизия, с декабря 1942 года приказом НКО № 420 была преобразована в 58-ю гвардейскую стрелковую дивизию.
В годы Великой Отечественной войны Мелекесский городской военкомат отправил на фронт более 20 тысяч человек, каждый шестой из которых не вернулся. Среди них — Антонина Потапова (в феврале 1943 года она с частью своей дивизии попала в плен, после пыток была казнена, похоронена в братской могиле в селе Новая Ивановка Харьковской области), военный врач 3-го ранга Мария Мусорова (в 1942 году попала в плен (концлагерь под Ортельсбургом), была отравлена фашистами в октябре 1944 года за оказание помощи советским военнопленным), Алексей Яшнев (командир взвода 248-го стрелкового полка 31-й стрелковой дивизии 52-й армии 1-го Украинского фронта, Герой Советского Союза, лейтенант; погиб 25 января 1945 года в боях на плацдарме у города Бреслау), Константин Шулаев (гвардии старший сержант, командир отделения роты связи, Герой Советского Союза (за мужество и героизм, проявленные при форсировании Днепра и удержании плацдарма (1943)), Пётр Коломин (лётчик-истребитель, Герой Советского Союза (1945), подполковник. Совершил 326 боевых вылетов, в 75 воздушных боях сбил лично 16 и в группе 7 самолётов противника.)
21 июня 1944 года, Аркадий Барышев, Борис Юносов, Владимир Маркелов и Иван Мытарев в числе двенадцати наиболее подготовленных и самых выносливых воинов-гвардейцев 300-го гвардейского стрелкового полка демонстрацией ложной переправы открыли путь к форсированию реки Свирь войсками 7-й армии Карельского фронта, что явилось началом Свирско-Петрозаводской операции по освобождению Карелии. За этот подвиг они были удостоены звания Героев Советского Союза.
Абдулла Бильданов, работавший после войны в Димитровграде и похороненный здесь же, стал полным кавалером ордена Славы.
На территории города были развёрнуты три госпиталя, принято более шести тысяч эвакуированных, установлено оборудование и начат выпуск продукции Витебской чулочно-трикотажной фабрики имени Клары Цеткин, размещены фонды Государственной публичной библиотеки имени Салтыкова-Щедрина, эвакуированные из Ленинграда.
19 января 1943 была образована Ульяновская область, в состав которой вошёл и город Мелекесс. В декабре того же года со спектакля по пьесе А. Островского «Поздняя любовь» началась история городского драмтеатра, в распоряжение которого было передано здание бывшего Народного дома.

#### 1945—2000 гг.
В послевоенные годы в городе появились новые предприятия и была осуществлена модернизация уже имевшихся, в том числе и оставшейся после эвакуации в Мелекессе фабрики имени К. Цеткин. На базе слияния артелей сформированы крупные государственные предприятия, в том числе мебельная фабрика, кирпичный завод «Черемшан», фабрика индивидуального пошива, пищевые предприятия — макаронная фабрика, крупзавод и др. Строительство Куйбышевского водохранилища превратило реку Черемшан в судоходную, и в Мелекессе был открыт речной порт. Но кардинальные изменения в судьбе города произошли после выхода постановления Совета Министров СССР от 15 марта 1956 года о строительстве в городе комплекса объектов научно-исследовательского института атомных реакторов, а также города для сотрудников будущего научного центра на 50 тысяч жителей. Таким образом возник огромный Западный район города, называемый местными жителями соцгородом. Он был построен на месте векового соснового бора, часть которого удалось сохранить благодаря специальным усилиям строителей, что придало этому району города неповторимый вид, несмотря на типовую застройку.
В 1958 году в Мелекессе был построен телевизионный ретранслятор, начался приём телепередач Центрального телевидения.
В 1959 численность населения города Мелекесса превысила 50 тысяч человек и он перешёл в категорию «средний» город СССР.
В декабре 1965 вступил в строй комбинат технических сукон, крупнейший в стране поставщик для бумагоделательной, строительной, химической промышленности (ныне — ОАО «Ковротекс»).
В сентябре 1967 года на правом берегу Большой Черемшан, в районе речного порта, началось строительство Мелекесского завода кузовной арматуры, карбюраторов и вкладышей («МЗКА», с 1972 года ДААЗ) и Первомайского жилого района. Строительство НИИАРа и ДААЗа сыграло решающую роль в дальнейшем бурном экономическом, социальном, культурном развитии города, получившего впоследствии мировую известность.
21 апреля 1969 года в Мелекессе открылся Международный симпозиум учёных стран СЭВ. В симпозиуме приняли участия учёные стран: НРБ, ВНР, ГДР, ПНР, СРР, ЧССР, СССР, СФРЮ. Открыл симпозиум начальник ГУ Госком по атомной энергии СССР Батуров Б. Б.
15 июня 1972 года Указом Президиума Верховного Совета РСФСР Мелекесс был переименован в город Димитровград, что было приурочено к 90-летию со дня рождения Георгия Димитрова, болгарского героя-антифашиста и видного деятеля международного коммунистического и рабочего движения.
21 мая 1973 года в Димитровграде побывал председатель СМ РСФСР Соломенцев М. С., который побывал в НИИАР имени В. И. Ленина, автоагрегатном заводе имени 50-летия СССР, на строительстве Мелекесской бройлерной фабрики.
В январе 1977 года, у посёлка Дачный (ныне в черте города), началось строительство мясокомбината.
24 мая 1977 года родился стотысячный житель города. Им стал ребёнок работников автоагрегатного завода Дудиных, названный в честь Димитрова Георгием.
17 марта 1979 года, по итогам всероссийского социалистического соревнования за 1978 год, Димитровград награждён переходящим Красным знаменем СМ РСФСР и ВЦСПС.
1970-е — 1980-е — годы становления современного облика Димитровграда. Окончательно сформировались два района города — Западный и Первомайский. С середины 80-х годов в связи с переносом фабрики им. К. Цеткин (с 1990 г. — фирма «Олимп») расширяются границы Центрального района города.
11 июня 1982 года Указом Президиума Верховного Совета СССР «за успехи, достигнутые трудящимися города в хозяйственном и культурном строительстве и отмечая их вклад в укрепление интернациональных связей» Димитровград был награждён орденом Дружбы народов.
С переходом в начале 1990-х годов к рыночным отношениям в городе произошёл процесс разгосударствления экономики. Более двадцати крупных промышленных предприятий стали акционерными обществами. Первое из их — трикотажная компания «Олимп» (с декабря 1991).
В феврале 1992 года на основании закона РСФСР «О местном самоуправлении» была образована администрация города Димитровграда, которую возглавил мэр Владимир Алексеевич Паршин. Был упразднён исполком городского Совета народных депутатов.
В 1996 году был сформирован городской Совет депутатов из 12 депутатов, в который вошли производственники и банкиры, доктора и учителя, юристы и предприниматели. В том же году население города составило 136,2 тысячи человек.
В 1997 Советом был разработан Устав города, который закрепил основные принципы городского самоуправления Димитровграда.

#### XXI век
13 июля 2004 года посёлок Дачный вместе с посёлком Торфболото вошли в границы муниципального образования «Город Димитровград».
В 2004 году Димитровград стал, наряду с Ижевском, победителем конкурса «Культурная столица Поволжья» Это звание город получил во многом благодаря отремонтированной улице Гагарина — центральной улицы города. Здесь воплощается проект «Музей под открытым небом»: все фасады зданий стилизованы под старину, улица вымощена брусчаткой, установлены декоративные фонари и вазоны, в учреждениях открыты мини-музеи — всё это призвано воссоздать атмосферу Мелекесса XIX века. В 2006 году Димитровград стал бронзовым призёром конкурса «Самый благоустроенный город России». Спустя 10 лет Димитровград стал победителем Всероссийского конкурса «Культурная столица малых городов России — 2015»
2008 год — принято решение о создании ядерно-инновационного центра (Центра медицинской радиологии). Открытие самого крупного медицинского центра в Европе было намечено на 2015 год, но затем сроки перенесли на конец 2017 года. По предварительным планам, к 2020 году численность населения удвоится и Димитровград перейдёт в категорию крупных городов России.
28 июля 2010 года решением Городской Думы был утверждён генеральный план города Димитровграда Ульяновской области.

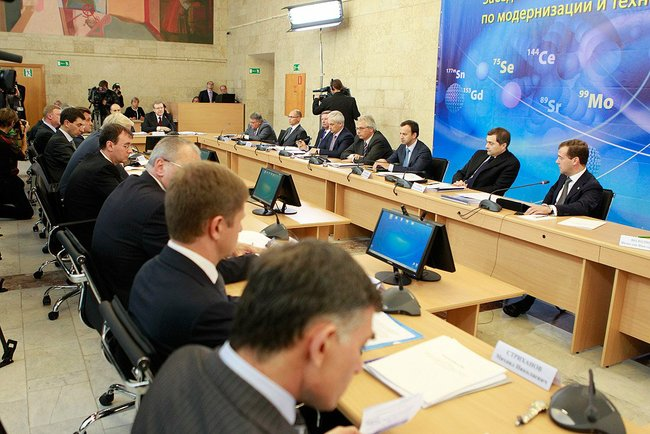
Заседание комиссии по модернизации и технологическому развитию экономики России. (2011)

26 сентября 2011 года с рабочим визитом в Димитровграде побывал президент РФ Д. А. Медведев, который ознакомился с работой НИИАР.
Распоряжением Правительства РФ от 29 июля 2014 года № 1398-р «Об утверждении перечня моногородов» городской округ Димитровграда включён в категорию «монопрофильные муниципальные образования Российской Федерации (моногорода) с наиболее сложным социально-экономическим положением».
9 ноября 2016 года в Димитровграде начал работу гемодиализный центр российской компании «Нефролайн». Центр оказывает высокотехнологичную медицинскую помощь больным с хронической почечной недостаточностью. С 2021 года в городе открыт ещё один диализный центр передовой немецкой организации Fresenius Medical Care Фрезениус.
С 10 августа 2018 года в Димитровграде начал работу Федеральный научно клинический центр медицинской радиологии и онкологии Федерального медико-биологического агентства, первый в России уникальный комплекс замкнутого цикла, где на одной площадке представлены все имеющиеся на сегодня методы диагностики и лечения, используемые в ядерной медицине.

## Местное самоуправление
Город областного значения образует одноимённое муниципальное образование город Димитровград со статусом городского округа как единственный населённый пункт в его составе. В черту города входят бывшие посёлки Дачный и Торфболото.
Структуру органов местного самоуправления города составляют:
- Городская Дума[73] —  представительный орган города;
- Глава города — высшее должностное лицо города;
- Администрация города — исполнительно-распорядительный орган города.
- Контрольно-счётная палата — орган внешнего муниципального финансового контроля.

В 2019—2021 гг мэром Димитровграда был Богдан Павленко. С его уходом на должность вице-премьера областного правительства по работе с инвесторами пост занял вице-мэр по ЖКХ Андрей Большаков. 8 августа 2023 года он был со стрельбой задержан в собственном автомобиле со взяткой в один миллион рублей, после чего был уволен по утрате доверия ещё до решения суда.

## Административно-территориальное деление
Город делится на районы:
1. Западный район (Соцгород): посёлок Зелёный (ныне ул. Строителей, ул. Сибирская), Академгородок, 11-й микрорайон.
2. Первомайский район (Порт, КСК, Осиновая роща, УПП ВОС)
3. Центральный район (Старый город)
4. Химмаш

13 июля 2004 года принят Закон Ульяновской области 043/ЗО «О муниципальных образованиях Ульяновской области», который наделил МО «Город Димитровград» статусом городского округа с административным центром город Димитровград. В границы муниципального образования «Город Димитровград» вошли: посёлок Дачный и посёлок Торфболото.
.

## Население
| 1859     | 1890     | 1897     | 1926     | 1931     | 1939     | 1959     | 1962     | 1967     | 1970     | 1973     |
| -------- | -------- | -------- | -------- | -------- | -------- | -------- | -------- | -------- | -------- | -------- |
| 1929     | ↗7560    | ↘6800    | ↗18 000  | ↗18 900  | ↗32 485  | ↗50 700  | ↗56 000  | ↗75 000  | ↗81 000  | ↗90 000  |
| 1975     | 1976     | 1979     | 1982     | 1985     | 1986     | 1987     | 1989     | 1990     | 1991     | 1992     |
| ↗98 000  | →98 000  | ↗105 958 | ↗111 000 | ↗118 000 | →118 000 | ↗121 000 | ↗123 570 | ↗125 000 | ↗127 000 | ↗129 000 |
| 1993     | 1994     | 1995     | 1996     | 1997     | 1998     | 1999     | 2000     | 2001     | 2002     | 2003     |
| ↗131 000 | ↗133 000 | ↗134 000 | ↗136 000 | ↗137 000 | →137 000 | ↗137 200 | ↘137 000 | ↘136 400 | ↘130 871 | ↗130 900 |
| 2004     | 2005     | 2006     | 2007     | 2008     | 2009     | 2010     | 2011     | 2012     | 2013     | 2014     |
| ↘130 000 | ↘129 100 | ↘128 000 | ↘127 000 | ↗127 600 | ↗127 966 | ↘122 580 | ↘122 231 | ↘121 487 | ↘119 999 | ↘118 513 |
| 2015     | 2016     | 2017     | 2018     | 2019     | 2020     | 2021     | 2024     | 2025     |          |          |
| ↘117 383 | ↘116 678 | ↘116 055 | ↘115 253 | ↘114 229 | ↘113 472 | ↘110 968 | ↘108 804 | ↘108 073 |          |          |

На 1 января 2025 года по численности населения город находился на 159-м месте из 1124 городов Российской Федерации.

Димитровград, Дворец бракосочетания

Численность экономически активного населения города на 1 января 2012 года составила 78,0 тыс. человек. 64,2 % экономически активного населения заняты в экономике города, в том числе 37 197 человек работают на крупных и средних предприятиях города и около 15 000 человек в малом бизнесе.
Национальный состав
Согласно переписи 2021 года:
| Народ                  | Численность чел. | % от указавших нац. |
| ---------------------- | ---------------- | ------------------- |
| русские                | 65615            | 80,2 %              |
| татары                 | 9814             | 12,0 %              |
| чуваши                 | 2530             | 3,1 %               |
| мордва                 | 719              | 0,9 %               |
| другие национальности  | 3149             | 3,8 %               |
| указана национальность | 81827            | 100,0 %             |
| Всего                  | 110968           |                     |

## Культура

Димитровград, Городская гимназия (Школа № 13)

Димитровград, ул. Терешковой около школы № 25

Муниципальное автономное учреждение культуры Центр культуры и досуга «Восход»
Муниципальное автономное учреждение культуры Центр культуры и досуга «Восход» свою деятельность осуществляет с 1964 года.
Муниципальное бюджетное учреждение культуры «Димитровградский краеведческий музей»

Димитровградский краеведческий музей

Здание, в котором располагается ныне музей, построено в 1904 г. на средства мелекесского мецената Фёдора Григорьевича Маркова для детского приюта. Архитектура его решена в русском теремковом стиле. В годы советской власти в нём размещался детский дом. С 1942 г. по 1945 г. здание входило в систему помещений, занятых эвакогоспиталем № 1701, а после расформирования госпиталя в здании размещался стационар детской больницы. В 1974 г. вынесено решение Димитровградского горисполкома о передаче здания краеведческому музею, разместившемуся в нём в 1978 г.
История музея началась в 1964 г., когда по инициативе Николая Ивановича Маркова, первого директора на общественных началах, был открыт музей. Помещение Николай Иванович нашёл сам — две небольшие комнатки в административном здании на площади Советов (ныне разрушенном). За 13 лет работы Николай Иванович собрал уникальную коллекцию музейных предметов. С 1978 г. музей приобрёл статус филиала Ульяновского областного краеведческого музея, а с 1996 г. — муниципального учреждения культуры «Димитровградский краеведческий музей», а с января 2012 г. — муниципального бюджетного учреждения культуры «Димитровградский краеведческий музей». Учредитель музея — Управление по делам культуры и искусства Администрации города Димитровграда. Профиль музея — историко-краеведческий.
Общее число единиц хранения: на 01.01.2022 г. 19 430 ед. хранения основного фонда и 6591 ед. хранения вспомогательного фонда, всего 26 021 ед. хранения.
«Димитровградский драматический театр им. А. Н. Островского»

Димитровградский драматический театр имени А. Н. Островского

Основная статья: Димитровградский драматический театр имени А. Н. Островского
Здание театра построено было в 1908 году. Для постановок любительских спектаклей арендовался зал со сценой, в котором режиссёры-любители ставили спектакли.
В годы Великой Отечественной войны, когда Мелекесс превратился в тыловой город, принявший эвакуированных жителей прифронтовой полосы, промышленные предприятия и учреждения из западных территорий Советского Союза, сцену Народного дома в 1941—1943 годах занял театр музыкальной комедии, эвакуированный из города Житомира. 15 декабря 1943 года городская газета «Власть труда» сообщила, что на днях состоится открытие Мелекесского городского драматического театра показом спектакля «Поздняя любовь». Директор театра и его организатор А. С. Кальницкая, первый художественный руководитель А. Суходольский. Первые актёры театра: Н. А. Дикая, С. Б. Геёнце, Ю. Г. Гилев, М. А. Суходольский, И. И. Мещерякова, Н. П. Колпаков. Таким был творческий коллектив театра на заре своего рождения и его первые постановки.

18 декабря короткая заметка в той же газете отметила, что 16 декабря в театре с большим успехом прошёл закрытый просмотр спектакля «Поздняя любовь», а 21 декабря была напечатана рецензия на этот спектакль. Так в газете появилась постоянная рубрика «Театр», а мелекессцы к Новому 1944 военному году получили замечательный подарок — свой профессиональный постоянный театр.

Центральная городская библиотека города Димитровграда

## Образование
В бывшей Мелекесской мужской гимназии располагались: Областная Политпросветшкола, затем — Мелекесское педагогическое училище, затем — на его базе, с 1925 года, педагогический техникум, с 1940 года — Мелекесский учительский институт. С 1954 г. учительский институт реорганизован в Мелекесский педагогический институт. В 1970 г. ликвидирован.
В городе располагаются следующие ВУЗы и СУЗы:
- Технологический институт — филиал федерального государственного бюджетного образовательного учреждения высшего образования «Ульяновский государственный аграрный университет имени П. А. Столыпина»
- Димитровградский инженерно-технологический институт — филиал федерального государственного автономного образовательного учреждения высшего образования "Национальный исследовательский ядерный университет «МИФИ»
- Поволжский казачий институт управления и пищевых технологий (филиал) федерального государственного бюджетного образовательного учреждения высшего образования "Московский государственный университет технологий и управления имени К. Г. Разумовского

В городе располагаются следующие школы:
|  | МБОУ Многопрофильный лицей                                          |
|  | МБОУ Средняя школа № 2                                              |
|  | МБОУ Средняя школа № 6                                              |
|  | МБОУ Средняя школа № 9                                              |
|  | МБОУ Средняя школа № 10                                             |
|  | МБОУ Лицей № 16 при УлГТУ имени Юрия Юрьевича Медведкова            |
|  | МБОУ Средняя школа № 17                                             |
|  | МБОУ Средняя школа № 19 имени Героя Советского Союза И. П. Мытарева |
|  | МБОУ Средняя школа № 22 имени Габдуллы Тукая                        |
|  | МБОУ СШ № 23                                                        |
|  | МБОУ Лицей № 25                                                     |
|  | МБОУ Университетский лицей                                          |
|  | МБОУ Городская гимназия                                             |
|  | ОГАОУ Лицей ядерных технологий                                      |

## Религия
В посаде Мелекесс на 1906 год имелись церкви:
Старо-Никольская церковь. Однопрестольная, здание и колокольня деревянные, построена в 1860 г. на средства прихожан, отремонтирована в 1882 г.

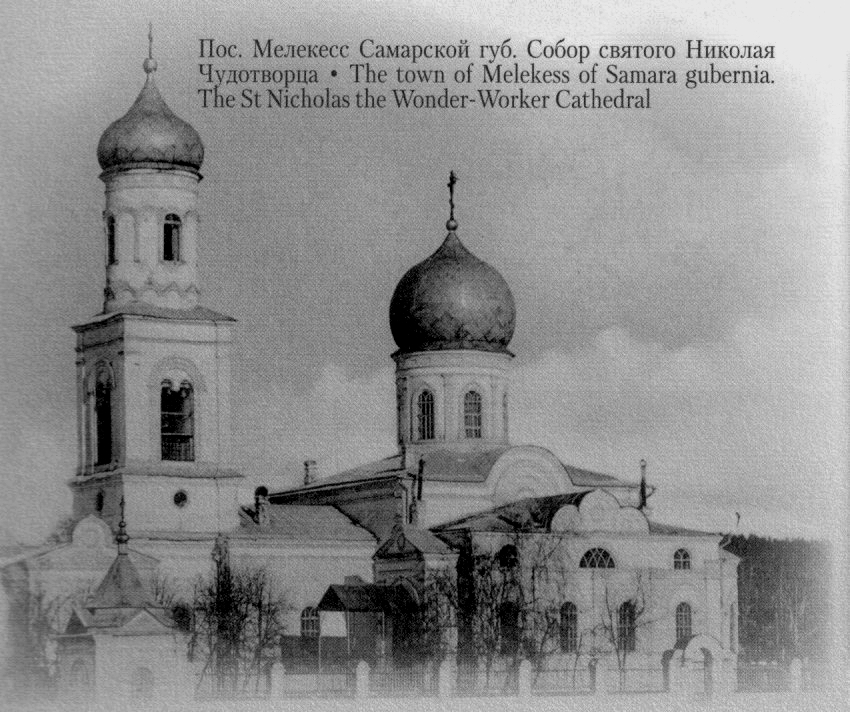
Церковь Николая Чудотворца (Мелекесс).

Николаевская церковь («Белая церковь»). Двухпрестольная: во имя святого Николая Чудотворца и Рождества Христова. Здание и колокольня деревянные, построена в 1879 г. на средства прихожан. В 1897 г. здание расширено. Разрушена в 1935 г.
Собор Александра Невского (Александра Невская церковь, «Красная церковь»). Трёхпрестольная: во имя Александра Невского (престол освящен в 1893 г.), Николая Чудотворца (престол освящен в 1900 г.) и Покрова Богородицы (престол освящён в 1906 г.) Здание каменное, колокольня деревянная (в 1907 г. построена каменная), построена в 1893 г. на средства прихожан взамен сгоревшей церкви.
Молитвенный дом старообрядцев. В 1898 г. утверждён проект молитвенного дома для старообрядцев-поморцев.
Дореволюционным храмам посада крайне не повезло. Каменная Свято-Никольская церковь, построенная в конце XIX века, была разрушена большевиками в 1930-е годы. Собор Александра Невского (в просторечие «Красная церковь»), созданный в конце XIX века в память о мученической смерти императора Александра II, вместе с пристроенной в 1907 году многоярусной колокольней, был разрушен в 1950-е годы. Ещё одной жертвой борьбы коммунистов с религией стала изящная церковь Св. Софии и Алексея (1911), построенная мелекесским промышленником А. Таратиным возле православного кладбища за речкой Мелекесской. Единственным уцелевшим в годы Советской власти культовым зданием стала мечеть, возведённая в начале XX века: она лишилась в 1930-е годы минарета и долгое время использовалась не по назначению, но в настоящее время возвращена мусульманам.
В 1944 году в городе, в деревянном доме, в котором до революции находился молельный дом староверов, на берегу речки Мелекесс, на улице Дзержинского, была открыта церковь Николая Чудотворца. На доме был возведён купол с крестом, во дворе устроили звонницу. В этой церкви с 1946 до 1949 года служил настоятелем архимандрит Гавриил (Игошкин), 8 июня 1949 года во время богослужения он был арестован. После досрочного освобождения 23 октября 1954 года отец Гавриил вернулся в Мелекесс.

### Православие

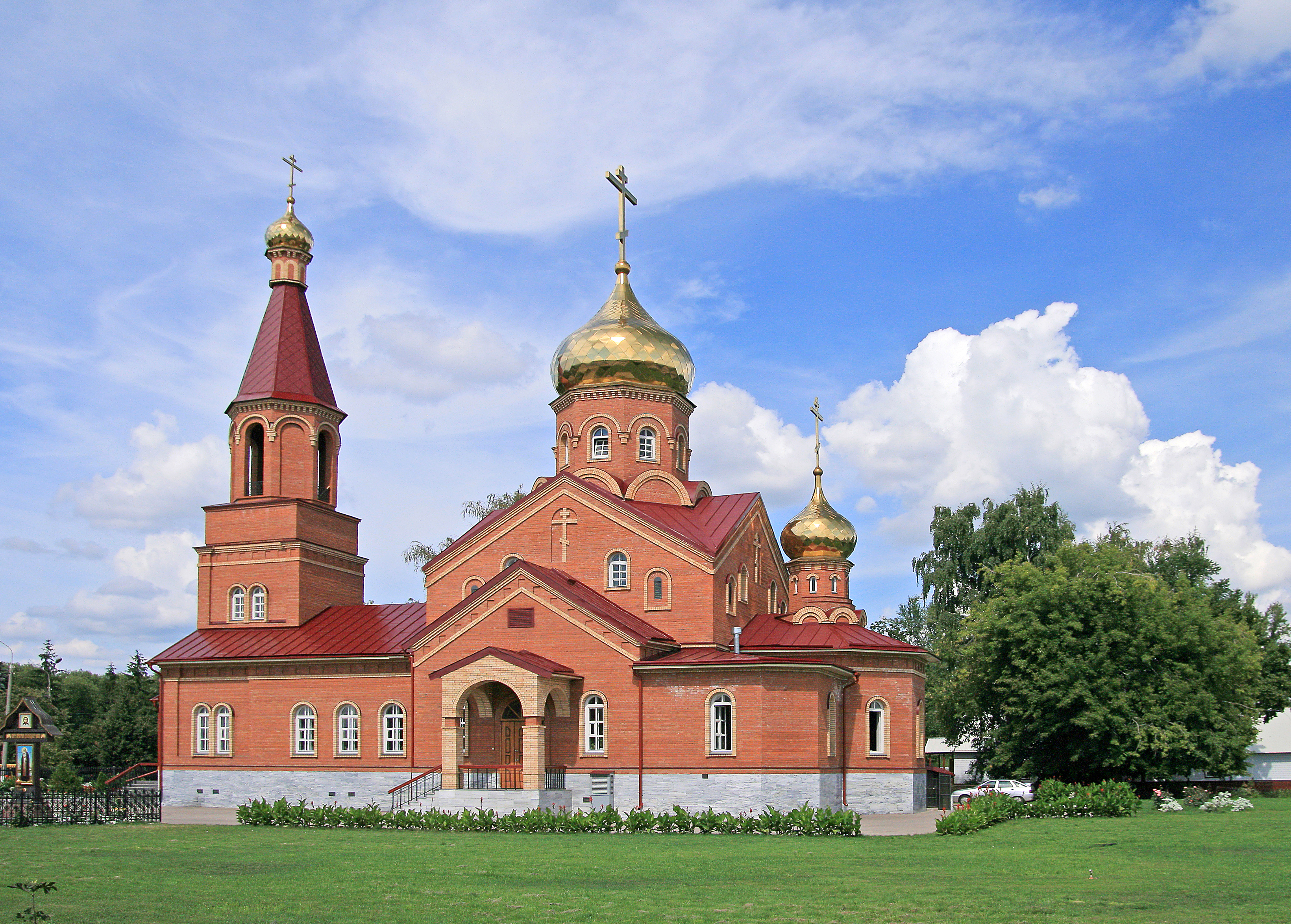
Спасо-Преображенский собор.

- Спасо-Преображенский собор.26 июля 2012 г. решением Священного Синода Русской Православной Церкви Димитровград становится кафедральным центром вновь образованной Мелекесской епархии[138]. Епархия образована путём выделения из состава Симбирской епархии. Объединяет приходы в административных границах Мелекесского, Новомалыклинского, Сенгилеевского, Старомайнского, Теренгульского, Чердаклинского районов Ульяновской области. Правящий архиерей — епископ Мелекесский и Чердаклинский Диодор (Исаев). Входит в состав Симбирской митрополии[139].

Храмы:
- Спасо-Преображенский собор (Спасо-Преображенский кафедральный собор)[141][142][143][144][145][146][147][148][149][150][151]
- Свято-Никольский собор[152][153][154][155][156]
- Церковь Святого Георгия Победоносца
- Храм Святого Луки Крымского
- Георгиевская церковь
- Храм иконы Всецарица
- Казанская церковь

### Ислам
- В Димитровграде действует старая мечеть.
- Мечеть «Нур»

## Экономика
Город Димитровград имеет около сорока крупных и средних промышленных предприятий. Его удельный вес в объёме производства области составляет 18 %. В городе представлены машиностроительная и строительная отрасли промышленности, есть предприятия транспорта, связи, социальной сферы.
Основное градообразующее предприятие — АО ГНЦ НИИ атомных реакторов (НИИАР). Институт был создан в 1956 году по инициативе И. В. Курчатова для инженерных и научных исследований в области атомной энергетики.
На базе железнодорожного цеха, ранее принадлежащего Димитровградскому вентильному заводу, существует Димитровградский филиал НПЦ ИНФОТРАНС, занимающийся оснасткой вагонов вычислительными комплексами при производстве компьютеризированных вагонов-лабораторий для автоматической диагностики железнодорожных путей, контактной сети, устройств железнодорожной автоматики и связи и другой различной испытательной техники для железнодорожного транспорта, а также осуществляющий техническое обслуживание компьютеризированных вагонов лабораторий (КВЛ).
Другое крупное промышленное предприятие города, спутник Волжского автозавода — Димитровградский автоагрегатный завод (ДААЗ), который производит широкий ассортимент продукции для автомобильной индустрии. 284 сотрудника (2019).
Ещё два крупных предприятия машиностроительной отрасли — заводы «Димитровградхиммаш», выпускающие оборудование для химической, нефтяной и газовой промышленности. 1143 сотрудника (2019).
Димитровградская мебельная фабрика «Аврора», 315 сотрудников (2019).
Трёхсосенский, производитель пива и напитков, одна из крупнейших компаний пивоваренной отрасли России.
Завод по выпуску бытовых изделий из пластмассы «ДимПласт» (бывший Льнокомбинат).
Всего в Димитровграде зарегистрировано 2920 юридических лиц и 2760 индивидуальных предпринимателей.
На территории города действует ФГБУ «Федеральный научно-клинический центр медицинской радиологии и онкологии ФМБА России» — крупнейший центр ядерной медицины Федерального медико-биологического агентства России.
- Металлургический завод. Образован 9 апреля 2008 года[158]

### Отрасли экономики Димитровграда по выручке
| Обрабатывающие производства | Торговля  | Консалтинг и научно-тех. деят. | Недвижимое имущество | Строительство | Энергетика |
| --------------------------- | --------- | ------------------------------ | -------------------- | ------------- | ---------- |
| 21 млрд ₽                   | 13 млрд ₽ | 5 млрд ₽                       | 4 млрд ₽             | 3 млрд ₽      | 2 млрд ₽   |
| 41,46 %                     | 24,76 %   | 10,54 %                        | 7,4 %                | 5,59 %        | 3 %        |

Данные на 2018 год. Источник: Сетевое издание Информационный ресурс СПАРК
21 марта 2018 года был создан Димитровградский индустриальный парк «Мастер» (135 тыс. м² производственных и 15 тыс. м² офисных помещений). Арендаторами парка являются 16 компаний различных отраслей (металлобработка, машиностроение, химия и прочие), среди которых одна из крупнейших в Европе фирм по производству игрушек — компания «Полесье» из Беларуси.
Имеются крупные торговые сети, такие как «Магнит», «Пятёрочка», гипермаркеты «Гулливер», «ДомоЦентр», «DNS», «М.Видео».

## Транспорт
В городе есть вокзал Волго-Камского участка Куйбышевской железной дороги.
Через Димитровград проходит автотрасса федерального значения Р178 Саранск — Ульяновск — Димитровград — Самара.
Судоходство по реке Большой Черемшан было прекращено в 1970-е годы из-за обмеления.
Городской транспорт представлен автобусом (15 маршрутов, используются автобусы средней вместимости ПАЗ-3205; СИМаз; Вектор)

## СМИ
В Димитровграде имеется собственная телекомпания — «Дим-ТВ». Она ретранслирует телеканалы «ТНТ» и «РЕН ТВ», а также создаёт собственные программы («Наше Время», «Прямой Эфир», «Всякая всячина»). Также Ульяновская ГТРК «Волга» ретранслирует в Димитровграде телеканал «Россия» и «Радио России».
В городе ретранслируется радиостанция Ульяновска — «Радио 2х2». В городе присутствует радиостанция с полностью местным вещанием — «Радио Вояж».
В некоторых районах города принимается сигнал телеканалов и радиостанций Тольятти.
В Димитровграде производится вещание цифрового телевидения в формате DVB-T2. Первый мультиплекс (10 телеканалов и 3 радиостанции) вещает на 56 ДМВ, второй мультиплекс (10 телеканалов) — на 59 ДМВ. Также действует система кабельного телевидения (62 канала).
До 2018 года выходила газета «Мелекесская нива».

## Культура
В Димитровграде создана Централизованная библиотечная система, состоящая из 11 библиотек, в том числе — «Дворец книги», на базе которого организован информационно-образовательный центр «Русский музей: виртуальный филиал». Работают драматический театр имени А. Н. Островского, краеведческий музей, кинотеатр и другие культурные учреждения и объекты, в том числе:
- Научно-культурный центр им. Славского;
- Центр культуры и досуга «Восход»;
- Культурно-выставочный центр «Радуга»;
- Театр «Подиум»;
- МБУК центр современного искусства и дизайна;
- Галерея под открытым небом «Блистательная провинция России»;
- Музей семьи;
- Театр кукол — филиал Ульяновского театра кукол[167];
- Детская школа искусств № 2;
- Детская школа искусств № 1;
- Детская художественная школа.

### Памятники

Памятник купцу Маркову

- Памятник купцу Маркову

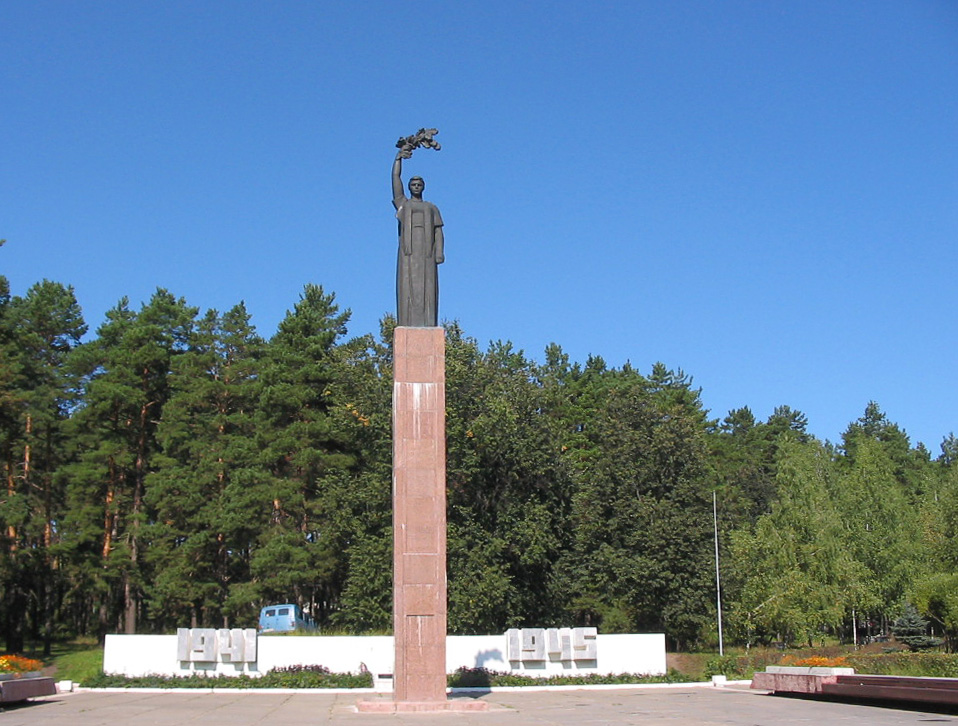
Памятник в честь 30-летия Победы в Великой Отечественной Войне, установлен в 1975 г.

- Памятник И. А. Гончарову (уст. в 2003)
- Памятник В. И. Ленину (уст. в 1958)
- Памятник Г. Димитрову (уст.1982)

- Аллея Славы, ул. Юнг Северного флота

- Вечный огонь.
- Монумент Вечной Славы «Родина-Мать», установленный в честь земляков, павших на полях Великой Отечественной войны.
- Бюст Героя Советского Союза Барышева Аркадия Фёдоровича.
- Бюст полного кавалера ордена Славы Бильданова Абдуллы Бильдановича.
- Бюст Героя Советского Союза Ерменеева Виктора Ивановича.
- Бюст Героя Советского Союза Захарова Георгия Нефедовича.
- Бюст Героя Советского Союза Козлова Николая Андреевича.
- Бюст Героя Советского Союза Коломина Петра Ивановича.
- Бюст Героя Советского Союза Маркелова Владимира Андреевича.
- Бюст Героя Советского Союза Медноногова Вячеслава Александровича.
- Бюст Героя Советского Союза Можиевского Ивана Елисеевича.
- Бюст Героя Советского Союза Мытарева Ивана Петровича.
- Бюст Героя Советского Союза Чернова Матвея Степановича.
- Бюст Героя Советского Союза Шильдина Петра Степановича.
- Бюст Героя Советского Союза Шулаева Константина Дмитриевича.
- Бюст Героя Советского Союза Юносова Бориса Николаевича.
- Бюст Героя Советского Союза Яшнева Алексея Степановича.
- Памятник трудовому подвигу мелекесцев — тружеников тыла.
- Памятник «900 блокадных дней», посвящённый детям блокадного Ленинграда.
- Памятник участникам войны в Афганистане.
- Памятник димитровградцам, погибшим в локальных войнах последнего времени.
- Памятник пограничникам-чекистам, погибшим за Родину.
- Памятник жителям, пострадавшим от радиации при ликвидации аварий и испытаний ядерного оружия.

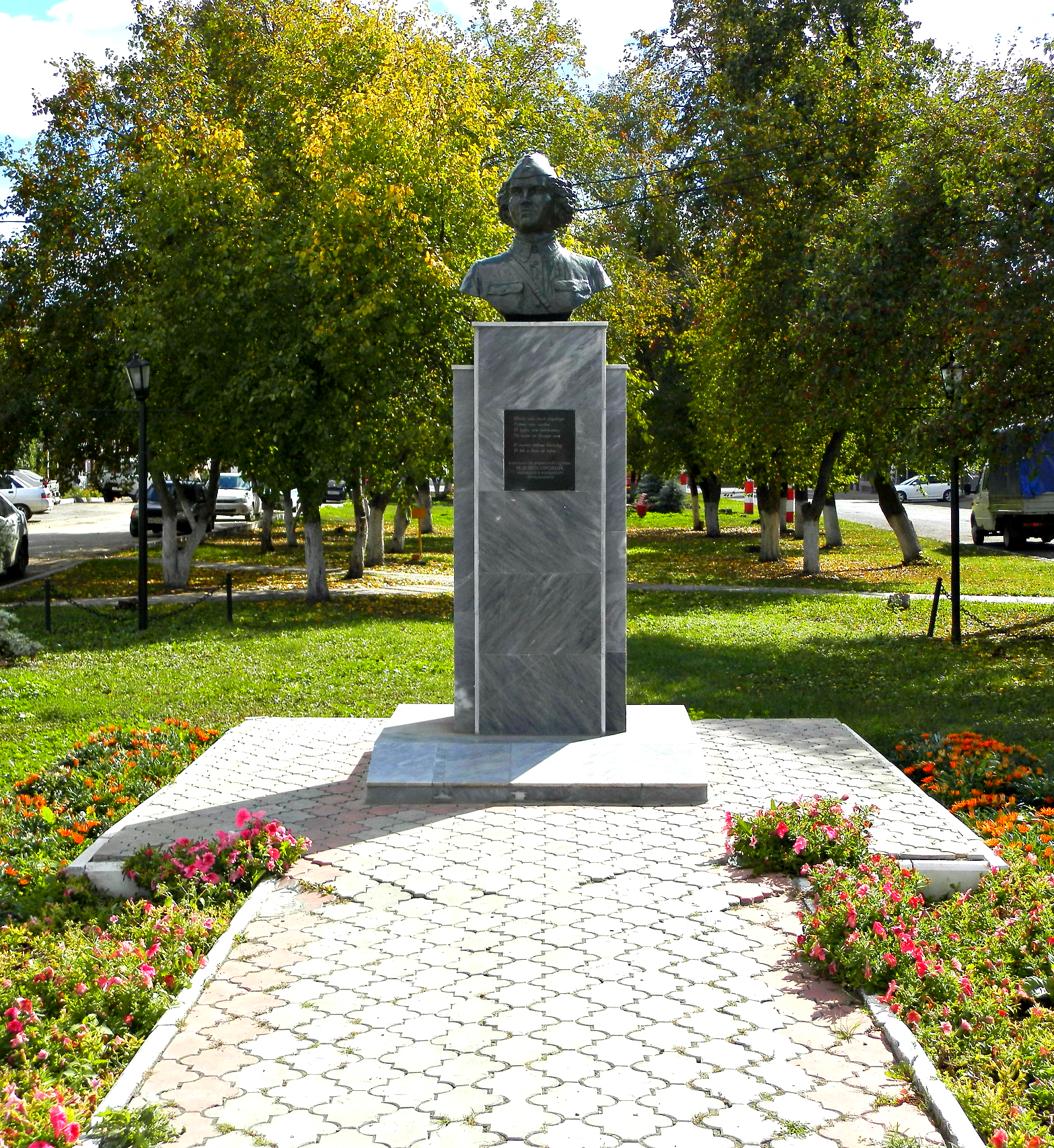
Памятник военврачу 3-го ранга Мусоровой М. Ф.

- Памятник военврачу 3-го ранга Мусоровой М. Ф.Аллея Ветеранов, ул. Третьего Интернационала

- Памятник «Журавли».
- Памятные стелы «1941», «1942», «1943», «1944», «1945», с описаниями основных событий, происходивших в эти годы на фронтах Великой Отечественной войны и в городе Мелекессе.
- Мемориальные доски с именами фронтовиков-мелекесцев.

- Аллея Марии Мусоровой, ул. Третьего Интернационала

- Памятник военврачу 3-го ранга Мусоровой Марии Фёдоровне, пересечение ул. Гагарина и ул. Третьего Интернационала.

Памятники боевой славы, установленные в других частях города:
- Монумент памяти воинов Великой Отечественной войны «За Родину» и памятные блоки с названиями городов-героев, пересечение ул. Свирской и пр. Автостроителей, в сквере перед центральной проходной ОАО «ДААЗ».

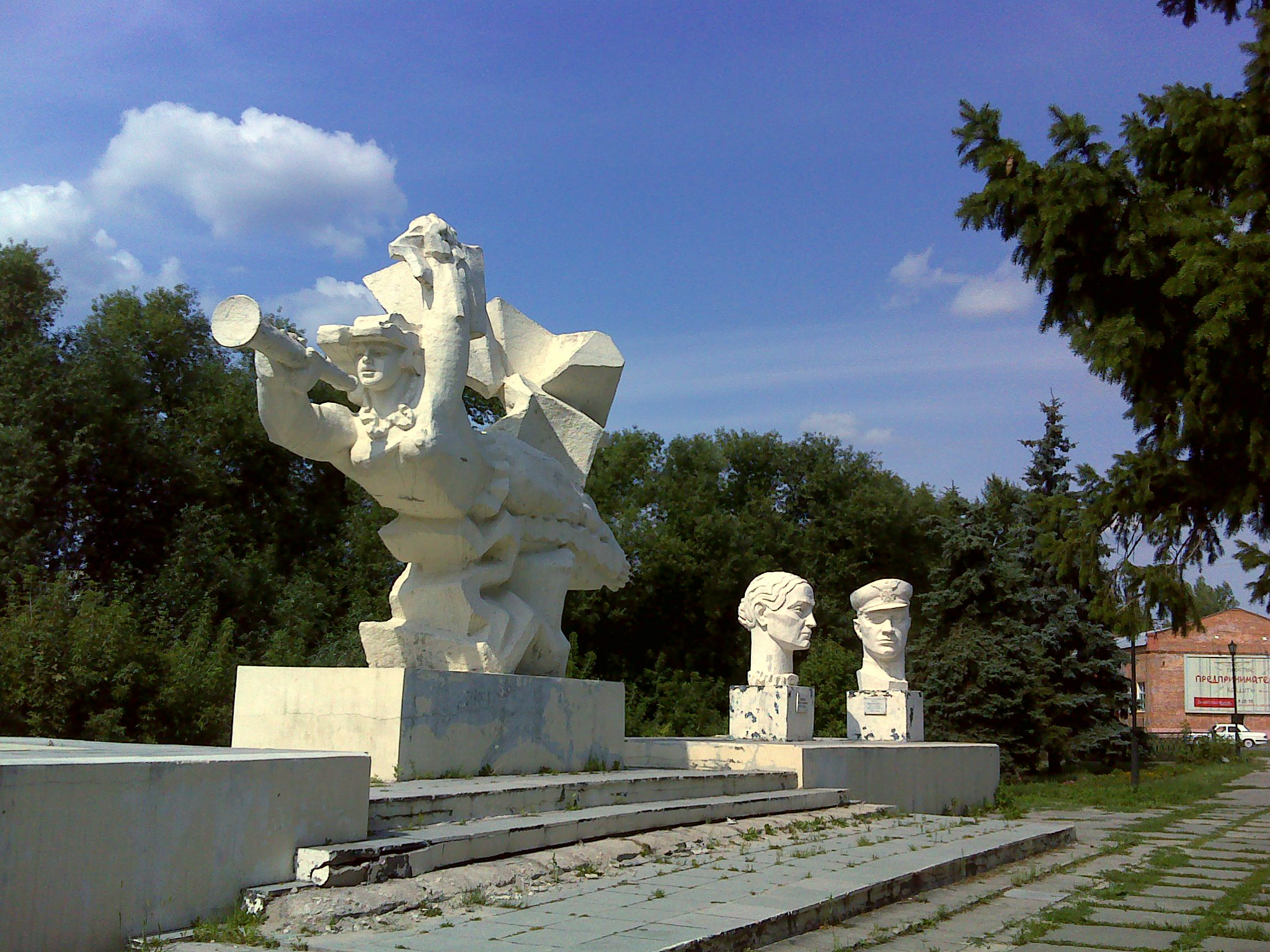
Скульптура «Трубач революции», установлена в 1981 году на месте захоронения 32-х воинов Гражданской войны.

- Мемориальный комплекс «Братское кладбище» и скульптура «Трубач революции», скульптурные портреты Героя Советского Союза Аркадия Барышева и делегата VIII Чрезвычайного всесоюзного съезда Советов учительницы Марии Прониной, погибшей от рук бандитов в 1936 году, ул. Куйбышева, братское кладбище на берегу р. Мелекесски.
- Памятник воинам Советской Армии, умершим от ран в госпиталях города Мелекесса, на территории старого городского кладбища по дороге на разъезд Тиинск.
- Памятник воинам Советской Армии, умершим от ран в госпиталях города Мелекесса, на территории старого кладбища по ул. Чапаева.
- Памятник генералу Н. Ф. Ватутину, пересечение ул. Дорожной и ул. Ватутина.
- Мемориальная доска на здании бывшего военкомата, откуда уходили на фронт мелекесцы, пересечение улиц Третьего Интернационала и Дзержинского.
- Мемориальные доски на зданиях, где размещался эвакогоспиталь N1652 ул. Третьего Интернационала, 78; ул. Дзержинского, 27, 29.
- Мемориальная доска на здании, где размещался эвакогоспиталь N3273, ул. Куйбышева, 243.
- Мемориальная доска на здании, где размещался эвакогоспиталь N1701, ул. Мелекесская, 36.
- Мемориальная доска памяти детей-блокадников. Установлена в память о детях Ленинграда, эвакуированных в Мелекесс в 1943 году, пересечение ул. Гагарина и ул. Куйбышева.
-  Мемориальная доска памяти К. Е. Ворошилова. Установлена на здании, где размещался штаб формирования 58-й гвардейской стрелковой Красноградско-Пражской ордена Ленина, Краснознамённой, ордена Суворова дивизии, пересечение ул. Самарской и ул. Пушкина.
- Мемориальная доска памяти майора Дениса Кузнецова, погибшего в Чечне. Установлена в 2003 году на здании школы N6, ул. Гвардейская, 15.
- Памятный знак «Героям Свирской операции», пересечение ул. Свирской и ул. Октябрьской.
- Памятный знак «Пушка», перед зданием ПУ-3 на пересечении пр. Ленина и ул. Гвардейской.
- Памятный знак «Самолёт», посвящённый 60-летию Курской битвы, на пересечении ул. Осипенко и ул. Гоголя.
- Памятный знак «Юнгам Северного флота», на территории школы № 6, ул. Гвардейская, 15.
- Памятный знак, посвящённый димитровградцам, служившим на флоте в военное и мирное время, в сквере на перекрёстке ул. Дрогобычской и ул. Победы.

## Спорт
В городе находится стадион «Строитель», на котором проходили матчи: чемпионата мира по хоккею с мячом среди юношей (1983), чемпионата мира по хоккею с мячом 2016 года.
Существовал футбольный клуб «Лада» (основан в 2017 году под названием «Торпедо-Димитровград»), игравший в третьем (любительском) дивизионе (ЛФК), в сезонах 2019/20 и 2020/21 — участник Первенства ПФЛ. Считался своеобразным перерождением ранее (в 90-е годы) представлявшей город команды «Лада» («Лада-Град», «Лада-Симбирск», «Лада-Энергия», «Лада-СОК»; ныне — «Академия»), которая участвовала в первенстве России, в том числе — в первой лиге. Матчи проводились на стадионе «Торпедо» (позже переименован в «ОЭС-Арену»). В 2021 году создан футбольный клуб «Оргэнергострой», играет в III дивизионе (ЛФК), в 2023 году выступил в Кубке России. В 2013—2016 годах в третьем дивизионе (ЛФК) выступал футбольный клуб «Димитровград», в 1993—1998 годах (на этом же уровне — КФК) — ФК «Химмаш».
Также имеется клуб по хоккею с мячом «Черемшан».
13—17 сентября 2019 года в рамках I Всемирного фестиваля боевых искусств ТАФИСА на спортивных площадках города прошли мастер-класс и семинары.
В разные годы честь страны защищали:
- Захаревич Юрий Иванович (олимпийский чемпион, тяжелоатлет);
- Донец Станислав Юрьевич (российский пловец);
- Солуянова Светлана Юрьевна (бокс);
- Казаков Сергей Николаевич (бокс);
- Гришин Альфред Владимирович (тренер по боксу);
- Судаков Евгений Борисович (бокс);
- Бреднев Александр Анатольевич (лёгкая атлетика);
- Катренко Алексей Александрович (биатлонист);

## Достопримечательности
- Памятник купцу Маркову.
- Памятник М. И. Калинину[192].
- Памятник первой мельнице.
- Памятник рублю.
- Мукомольный комбинат[193].
- Бывший доходный дом с театром «Модерн», ныне — Доходный дом «Булгар».
- Бывшая усадьба Бечина (ул. Третьего Интернационала, 70).
- Бывший Торговый дом Жирновых (ул. Гагарина).

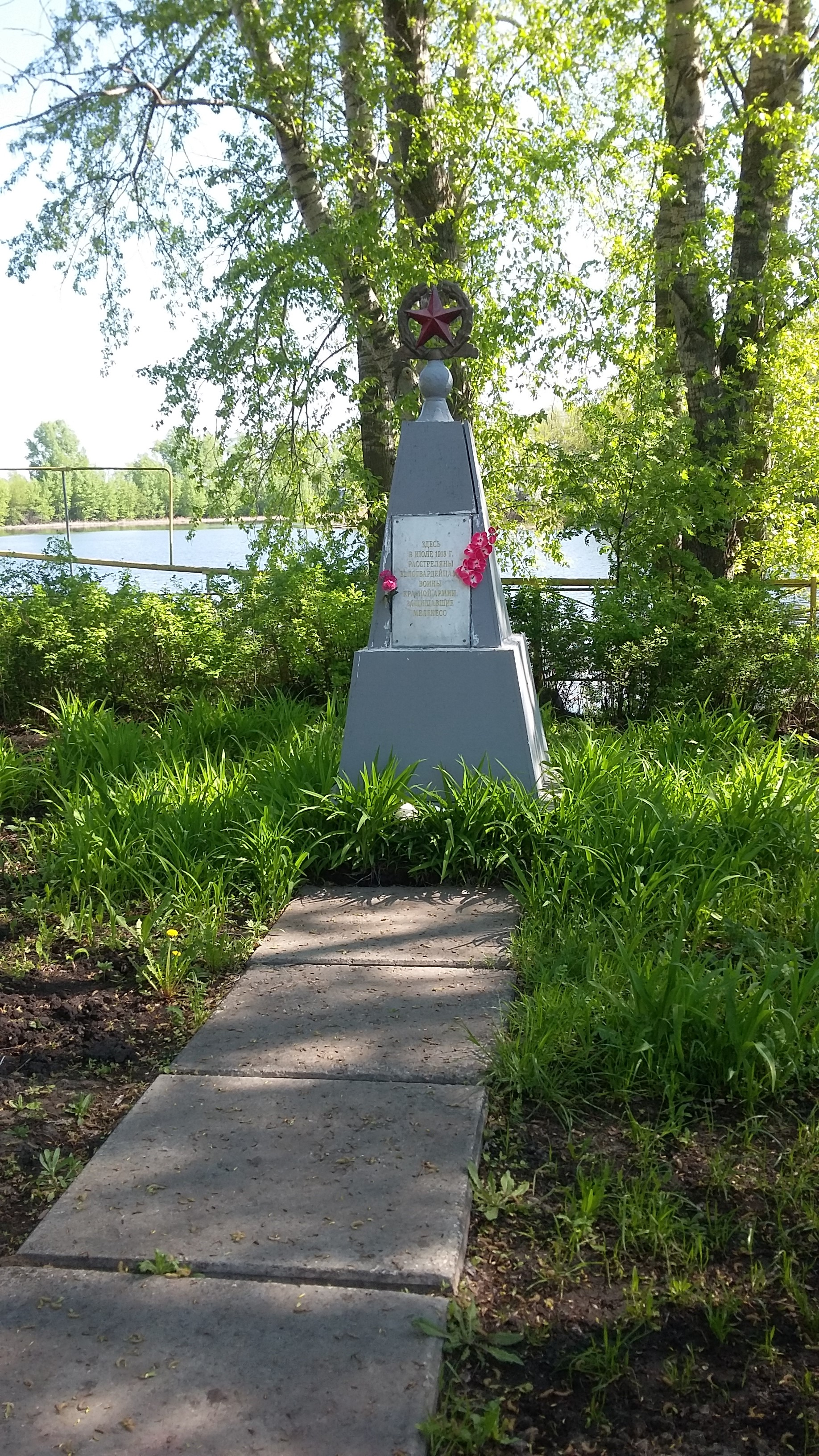
Обелиск на берегу Чёрного озера.

- Обелиск на берегу Чёрного озера.Обелиск памяти расстрелянных белогвардейцами в 1918 году революционеров.
- Обелиск расстрелянным революционерам (парк «Лесная Горка»).
- Братское кладбище. Мемориальный комплекс (ул. Куйбышева).
- Памятник В. И. Ленину (площадь Советов).
- Памятник Георгию Димитрову.
- Памятник Ивану Александровичу Гончарову.
- Бюст Александра Серафимовича.
- Верстовой столб (набережная Верхнего пруда).
- Мемориальная доска памяти Артёма Весёлого.
- Аллея звёзд.
- Марков сад.
- Бюст Александра Пушкина. Выполнен по заказу Никаса Сафронова, подарен им городу и установлен в июне 2017 года на набережной Верхнего пруда[194].
- Парк Духовности (пл. Советов).

## Известные люди
См. Родившиеся в Димитровграде
- Дырченков Степан Георгиевич (1875—1962) — ветеринарный врач, краевед, журналист, педагог. Четырежды Герой Труда. Его коллекция, собранная в 1920—1950-е годы, была положена в основу современного краеведческого музея. Является основателем в Мелекессе ветеринарной службы и Мелекесского сельскохозяйственного техникума. Кандидат ветеринарных наук (1954)[195].
- Жуков Сергей Евгеньевич — российский певец.
- Сысцов Аполлон Сергеевич — генеральный директор УАПК (1975—1980), лауреат Государственной премии СССР (1973), министр авиационной промышленности СССР (1985—1991).
- Тимерзеньзэм Анисия Васильевна (1893—1975) — деятель чувашской литературы, поэтесса.
- Чапаев Аркадий Васильевич — лётчик, сын знаменитого красного начдива Гражданской войны Василия Ивановича Чапаева, который жил с семьёй в Мелекессе с 1913 г.
- Мытарев Иван Петрович — Герой Советского Союза.
- Буданов Юрий Дмитриевич — российский военнослужащий, который отбывал наказание в 11-м отряде исправительного учреждения ЮИ 78/3 в городе.
- Козырин Николай Иванович — художник-самоучка, представитель наивной живописи[196][197][198].
- Яхтенфельд Павел Александрович — советский учёный и селекционер, доктор сельскохозяйственных наук, профессор. Родился в городе.
- Глушков Пётр Аркадьевич — доктор медицины, профессор, первый заведующий кафедрой одонтологии медицинского факультета Казанского университета.
- Демьянович Михаил Антонович — советский и российский ответственный работник атомной промышленности, с 1963 по 1986 — главный инженер НИИ атомных реакторов.
- Смирнова Нина Сергеевна — советский учёный-филолог.
- Ларин Евгений Степанович — русский советский писатель, Почётный гражданин города Димитровграда.
- Хмарский Иван Дмитриевич — советский и российский литературовед, филолог, последний ректор Мелекесского государственного педагогического института.
- Латышев Юрий Иванович — русский педагог-новатор.
- Лившиц Лев Яковлевич — советский литературовед, педагог, литературный и театральный критик.
- Шамуков Габдулла Рухуллович (1909—1981) — Народный артист СССР (1980), жил в городе.
- Растёгин Григорий Сергеевич — советский государственный, партийный и военно-политический деятель, жил в городе.
- Барсуков Иван Антонович — советский организатор военного производства, генерал-майор, жил в городе.
- Горин Ефим Евграфович — изобретатель-самоучка, был прозван «Русским Эдисоном». В 1901—1904 годах семья Е. Е. Горина жила в Мелекессе.
- Захаревич Юрий Иванович — советский тяжелоатлет, олимпийский чемпион (1988), трёхкратный чемпион мира. С детства живёт в городе.
- Науменков Виктор Павлович — тренер по тяжёлой атлетике. Заслуженный тренер СССР (1984) и РСФСР. Почётный гражданин города Димитровграда (1998).
- Алексеев Дмитрий Иванович — советский и российский филолог, лингвист-русист, девять лет он работал в Мелекесском педагогическом институте.

## Города-побратимы
- Димитровград, Болгария
- Лида, Беларусь
- Алексин, Тульская область
- Обнинск, Калужская область
- Гулистон, Таджикистан
- Кузнецк, Пензенская область
- Ижевск, Республика Удмуртия
- Саратов, Саратовская область

## Названные в честь города
- Ракетный катер «Димитровград»[199][200],
- Димитровградское шоссе (Ульяновск),
- Мелекесская улица (Ульяновск),
- 1-й Мелекесский переулок (Ульяновск),
- 2-й Мелекесский переулок (Ульяновск),
- 3-й Мелекесский переулок (Ульяновск),
- Димитровградская улица (Мирный).

## Димитровград в филателии
- В 1999 году Министерство связи России выпустило ХМК — «Ульяновская область. г. Димитровград. Памятник Вечной славы»[201].
- В 2004 году Министерство связи России выпустило ХМК — г. Дмитровград. Краеведческий музей[202].
- В 2006 году Министерство связи России выпустило ХМК — "Ульяновская область. г. Димитровград. «Филателистическая выставка. Мирный атом» АЭС. Ледокол[203].

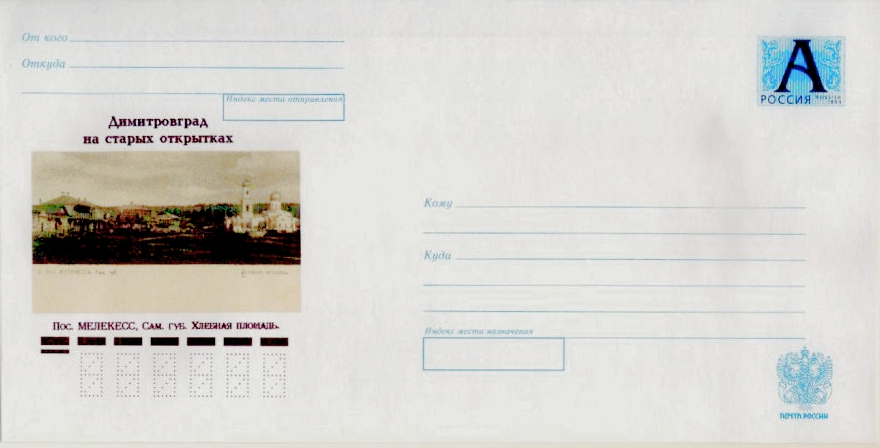
ХМК РФ 2007 г. Дмитровград на старых открытках. Пос. Мелекесс, Сам. губ. Хлебная площадь.
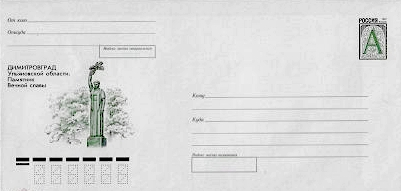
ХМК РФ, 1999 г. Димитровград Ульяновской области. Памятник Вечной славы.
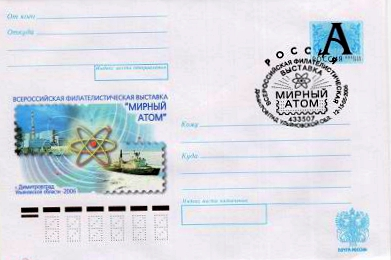
ХМК РФ, 2006. Всероссийская филвыставка «Мирный Атом». Димитровград.

- ХМК РФ 2007 г. Дмитровград на старых открытках. Пос. Мелекесс, Сам. губ. Хлебная площадь.
- ХМК РФ, 1999 г. Димитровград Ульяновской области. Памятник Вечной славы.
- ХМК РФ, 2006. Всероссийская филвыставка «Мирный Атом». Димитровград.